# Championnat du Mozambique de football 1976
Navigation
Saison suivante
La saison 1976 du Championnat du Mozambique de football est la toute première édition du championnat de première division au Mozambique. Les clubs participent d'abord à leur championnat régional et les meilleurs de chaque zone se qualifient pour la phase finale nationale.
C'est le club de Textáfrica do Chimoio qui remporte le championnat cette saison après avoir battu Grupo Desportivo de Maputo en finale. C'est le tout premier titre de champion du Mozambique de l'histoire du club.

## Les clubs participants
| - Grupo Desportivo de Maputo - Vainqueur du championnat régional de Maputo - Associação Académica de Maputo - 2e du championnat régional de Maputo - Textáfrica do Chimoio - Vainqueur du championnat régional de Manica-Sofala - Desportivo de Tete - Vainqueur du championnat régional de Tete - Associação Desportiva de Pemba - Vainqueur du championnat régional de Cabo Delgado |

## Compétition

### Tour préliminaire
| Équipe 1                       | Résultat | Équipe 2                       |
| ------------------------------ | -------- | ------------------------------ |
| Associação Académica de Maputo | 4 - 0    | Associação Desportiva de Pemba |

### Demi-finales
| Équipe 1                   | Résultat | Équipe 2                       | Aller | Retour |
| -------------------------- | -------- | ------------------------------ | ----- | ------ |
| Textáfrica do Chimoio      | 7 - 2    | Desportivo de Tete             | 2 - 1 | 5 - 1  |
| Grupo Desportivo de Maputo | 3 - 1    | Associação Académica de Maputo | 2 - 1 | 1 - 0  |

### Finale
| Équipe 1              | Résultat | Équipe 2                   |
| --------------------- | -------- | -------------------------- |
| Textáfrica do Chimoio | 3 - 1    | Grupo Desportivo de Maputo |

## Bilan de la saison
| Championnat du Mozambique de football 1976 |                                   |
| Champion                                   | Textáfrica do Chimoio (1er titre) |
| Coupes et trophées                         |                                   |
| Vainqueur de la Coupe du Mozambique 1976   | Non disputée                      |
| Qualifications continentales               |                                   |
| Coupe des clubs champions africains 1977   | Aucun                             |
| Coupe des Coupes 1977                      | Aucun                             |
| Promotions et relégations                  |                                   |
| Promus en Moçambola                        | Aucun                             |
| Relégués                                   | Aucun                             |